# Gammelgårdsvägen

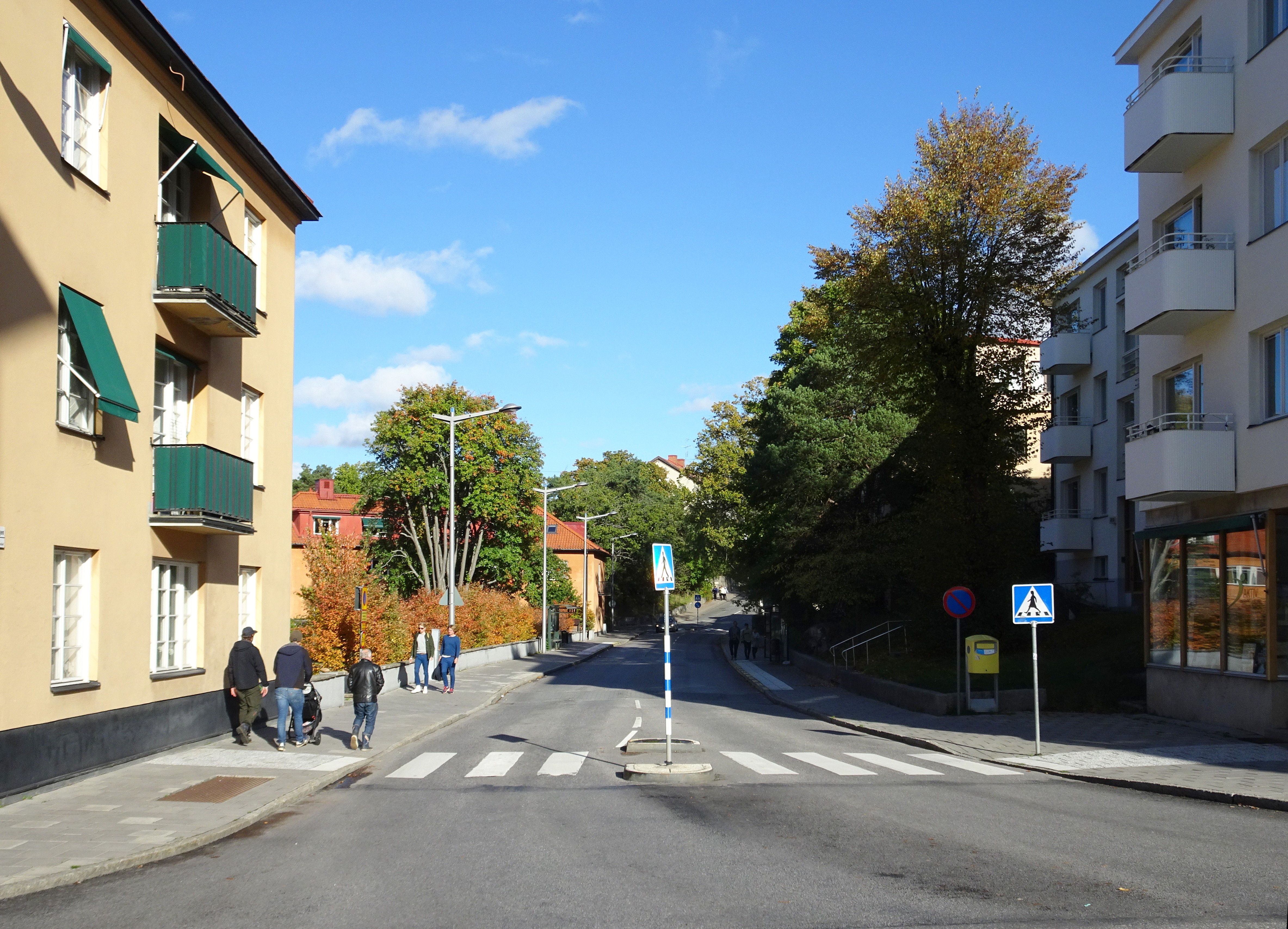
Gammelgårdsvägen västerut i höjd med Badstrandsvägen, oktober 2020.

Gammelgårdsvägen är en gata på Stora Essingen i Stockholm. Gatan sträcker sig tvärs över ön från Essingeringen i öster till Oxhålsbadet i väster. Gammelgårdsvägen hör till öns äldsta vägar och redovisas med ungefär dagens sträckning på kartor från 1860-talet. Sitt nuvarande namn fick gatan i samband med öns stadsplanering 1924.

## Historik

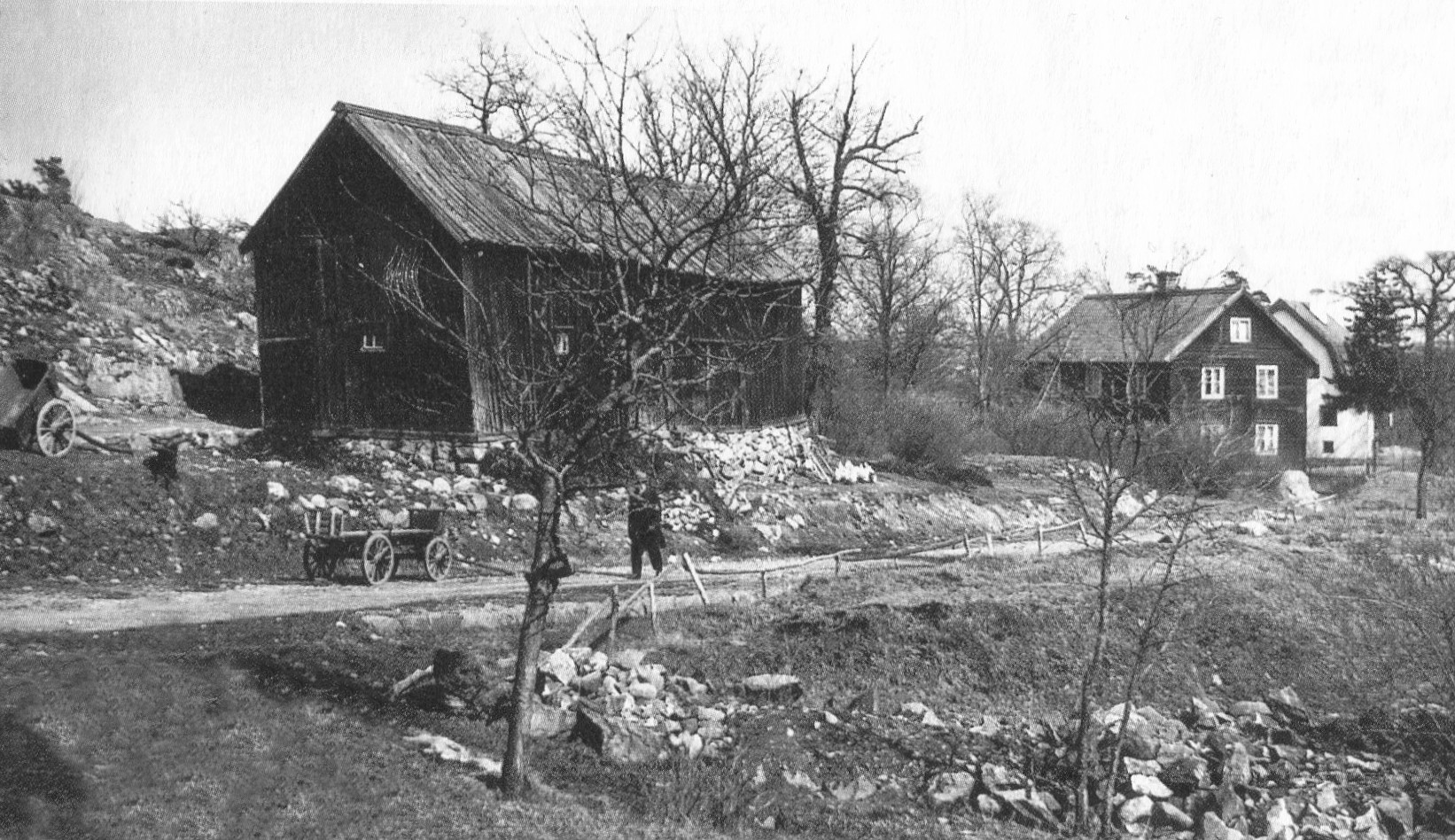
Herrgården/Gammelgården (till höger) med uthus på 1920-talet. Vägen framför husen är dagens Gammelgårdsvägen.

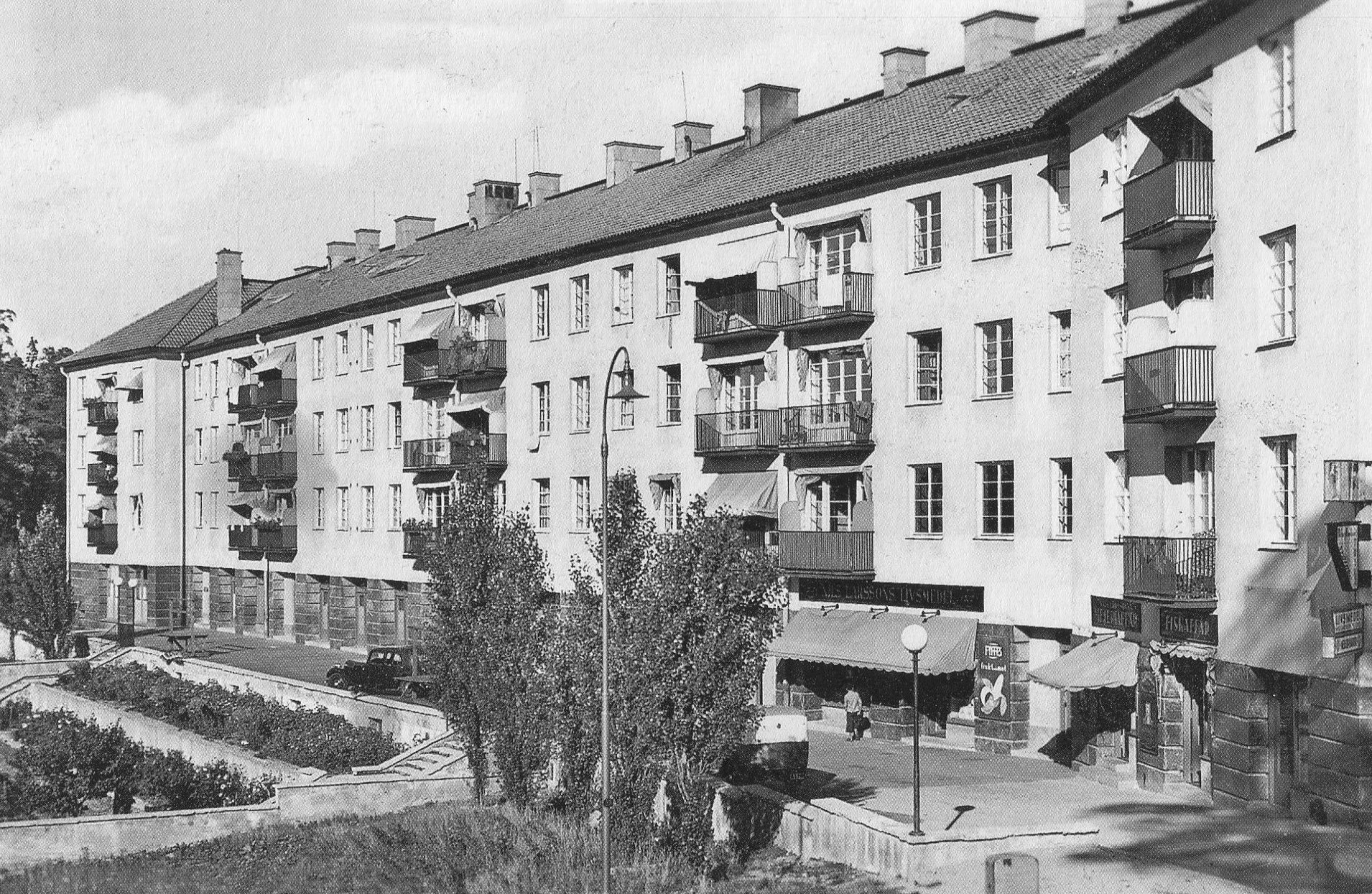
Byggindustrihuset, arkitekt Carl Åkerblad.

Gammelgårdsvägen har sitt namn efter en arrendegård kallad Herrgården som lydde under Ulvsunda slott. Gården kom till på 1800-talet när jordbruk började bedrivas på Stora Essingen. Byggnaden, idag kallad Gammelgården, är inritad på en lantmäterikarta från 1868 och finns fortfarande kvar vid Gammelgårdsvägen nr 4. Huset hör därmed till Stora Essingens äldsta bevarade byggnader. Även föregångaren till dagens Gammelgårdsvägen finns med ungefär samma sträckning redovisad på kartor från 1861 och 1868.
Vid Gammelgårdsvägen ligger två av Stora Essingens större grönområden. Kungsklippan med öns högsta punkt (41 meter över havet) sträcker sig längs med gatans östra del och längre västerut märks Oxhålsberget med Oxhålsbadet, öns friluftsbad. I anslutning ligger Oxhålshamnen där Essinge Båtsällskap har en av sina båda småbåtshamnar. När Essingeöarna trafikerades med trådbusslinje nr 96 (1945–1961) fanns vid Gammelgårdsvägen / Essingeringen hållplatsen Gammelgårdsvägen. Idag stannar busslinje nr 56 här.
I korsningen med Badstrandsvägen (ungefär mitt på ön) dominerar bebyggelse med flerbostadshus uppförda på 1930-talet. Hörnhuset Gammelgårdsvägen 24 / Badstrandsvägen 26, även kallat Byggindustrihuset, ritades 1929 av arkitekt Carl Åkerblad och byggdes av Gösta Videgård. Byggnaden var Stora Essingens första flerbostadshus och är numera grönmärkt av Stadsmuseet i Stockholm vilket innebär ”att bebyggelsen har ett högt kulturhistoriskt värde och är särskilt värdefull från historisk, kulturhistorisk, miljömässig eller konstnärlig synpunkt”.
Längs i väster med adress Gammelgårdsvägen 38 dominerar ett stort rött tegelkomplex, uppfört 1975 för tidningen Dagen efter ritningar av arkitekt Lennart Lewné. Sedan 1999 har nykterhetsorganisationen IOGT-NTO sin verksamhet i byggnaden som kallas IOGT-NTO huset. I kvarteret Essingevarvet, med utsikt över Oxhålssundet och Äppelviken, uppfördes på 1990-talet bostadsområdet Essingeviken. Bebyggelsen består av nio punkthus med 116 bostadsrättslägenheter. Husen ritades av Sundell arkitekter. Här låg tidigare Kungsholms Express lager och kontor.

## Bilder

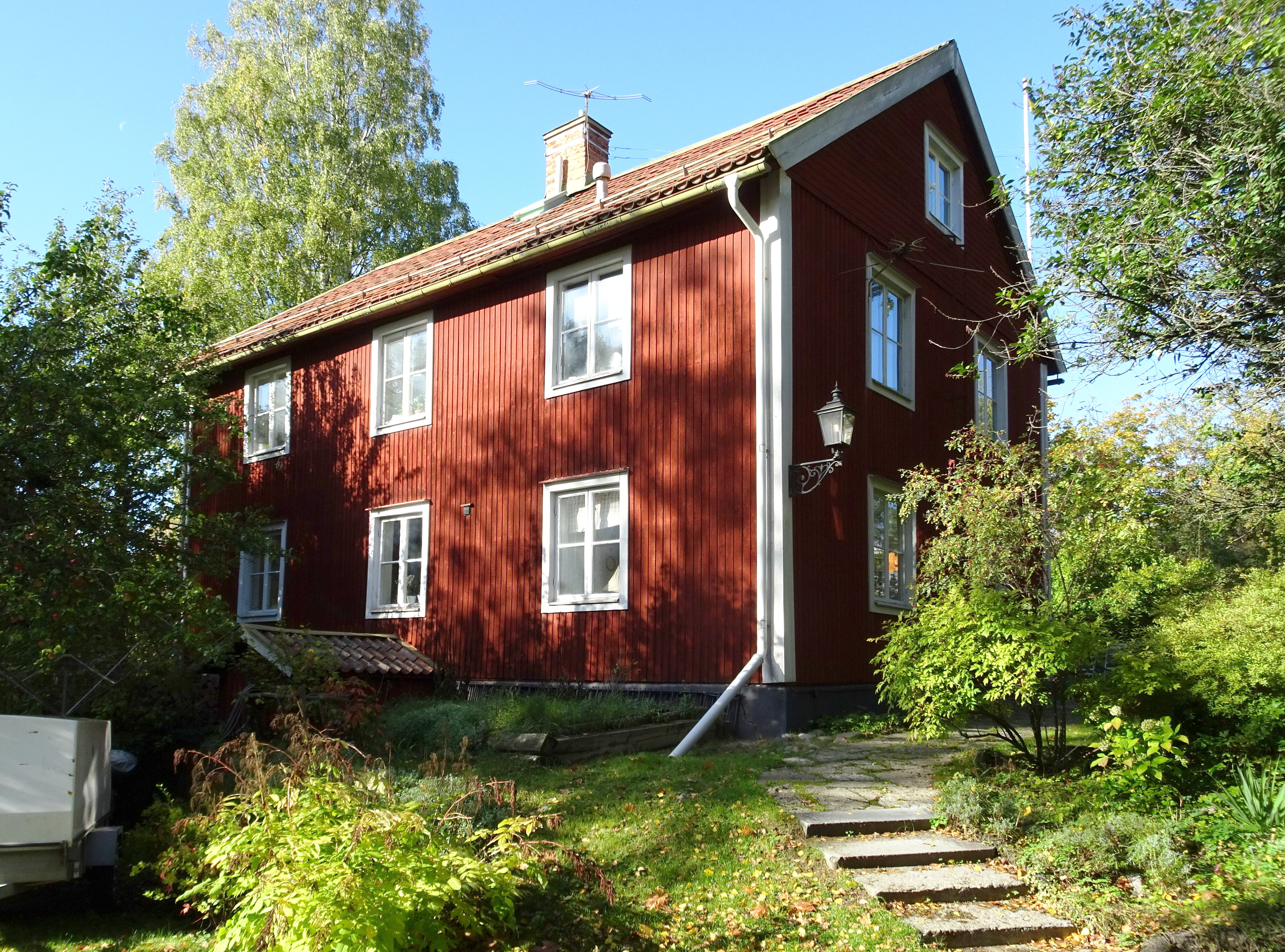
Gammelgården i oktober 2020.
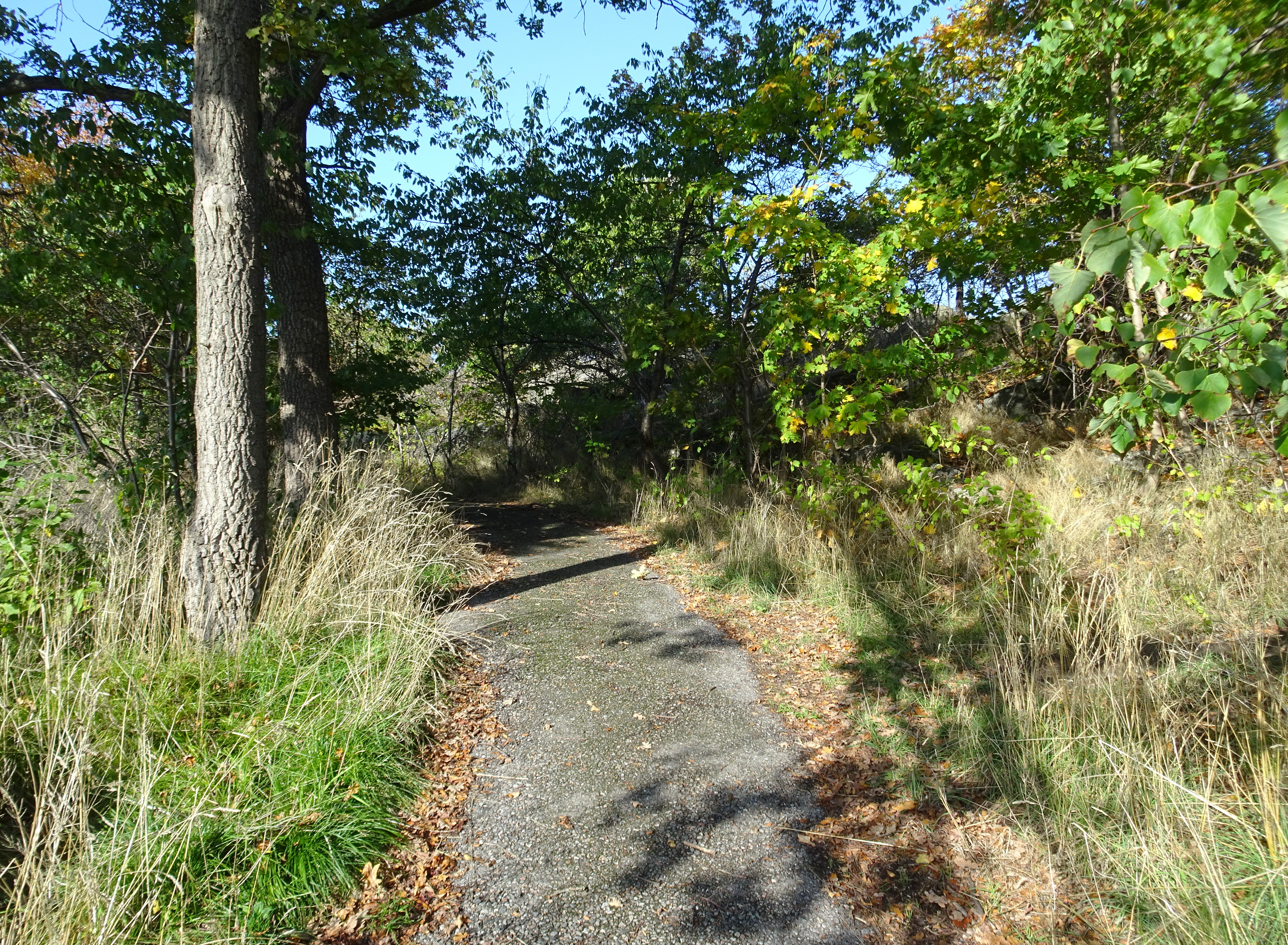
Stig från Gammelgårdsvägen upp till Kungsklippan.
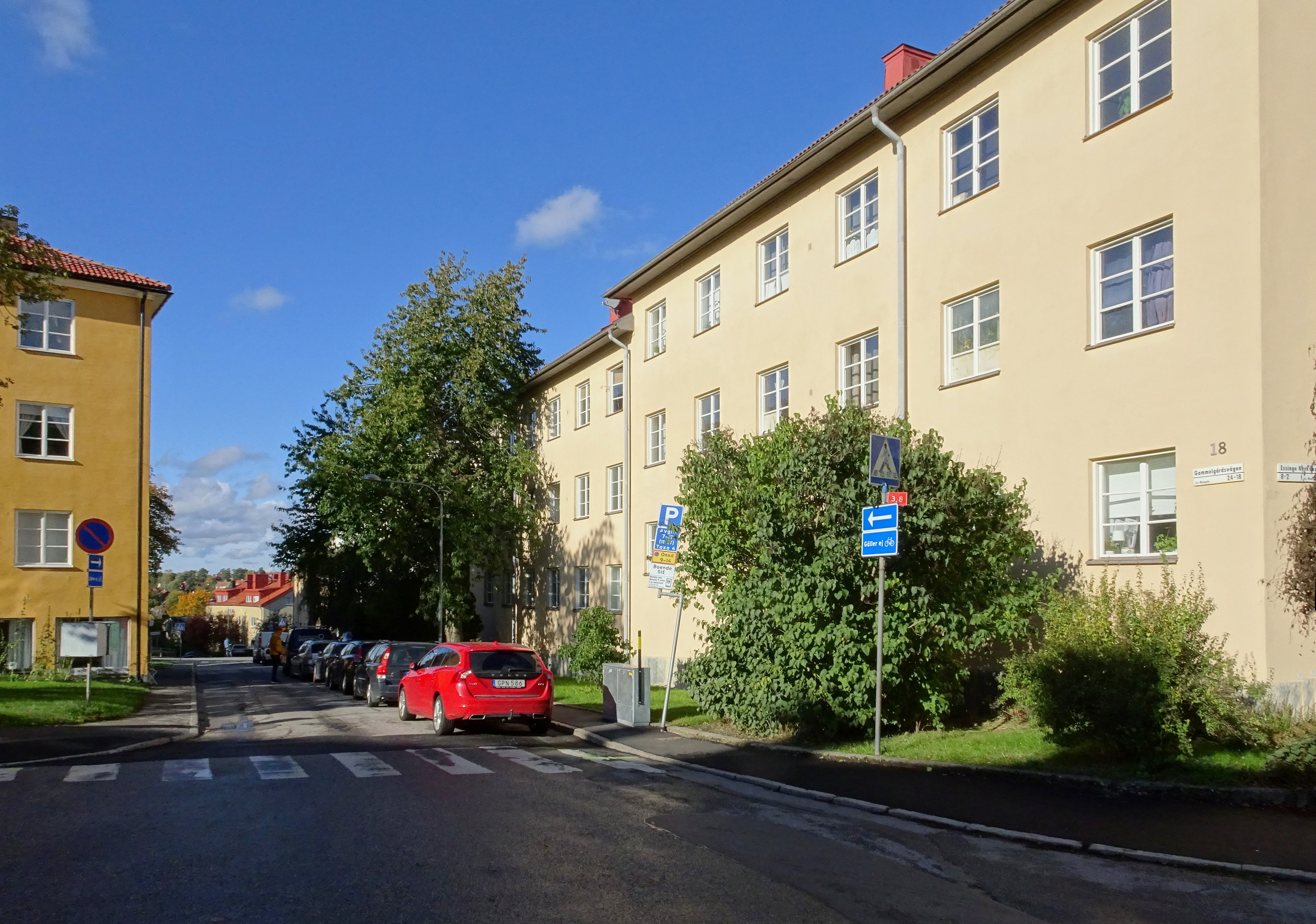
Gammelgårdsvägen i höjd med Essinge kyrkväg.
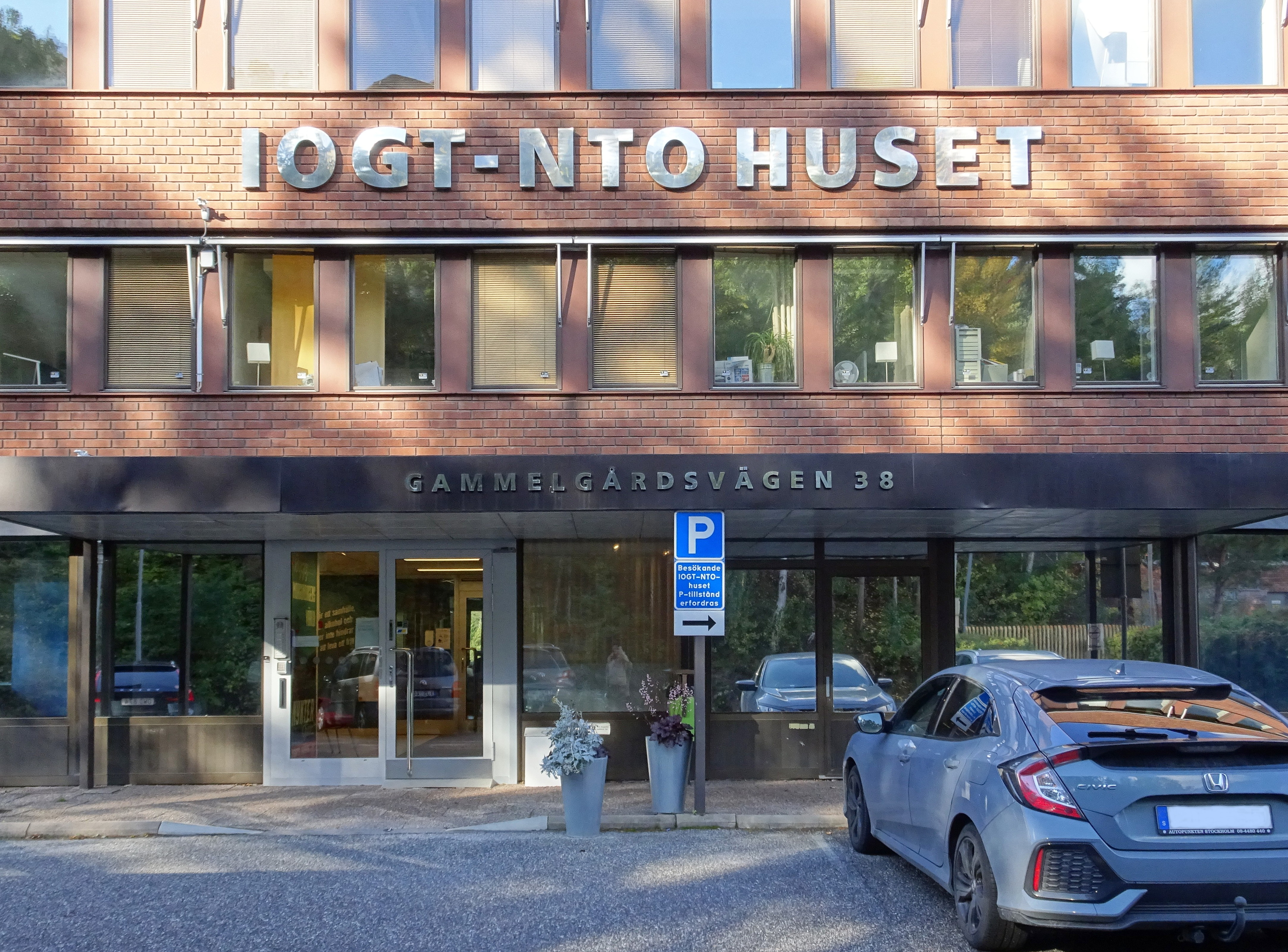
IOGT-NTO huset, huvudentré.
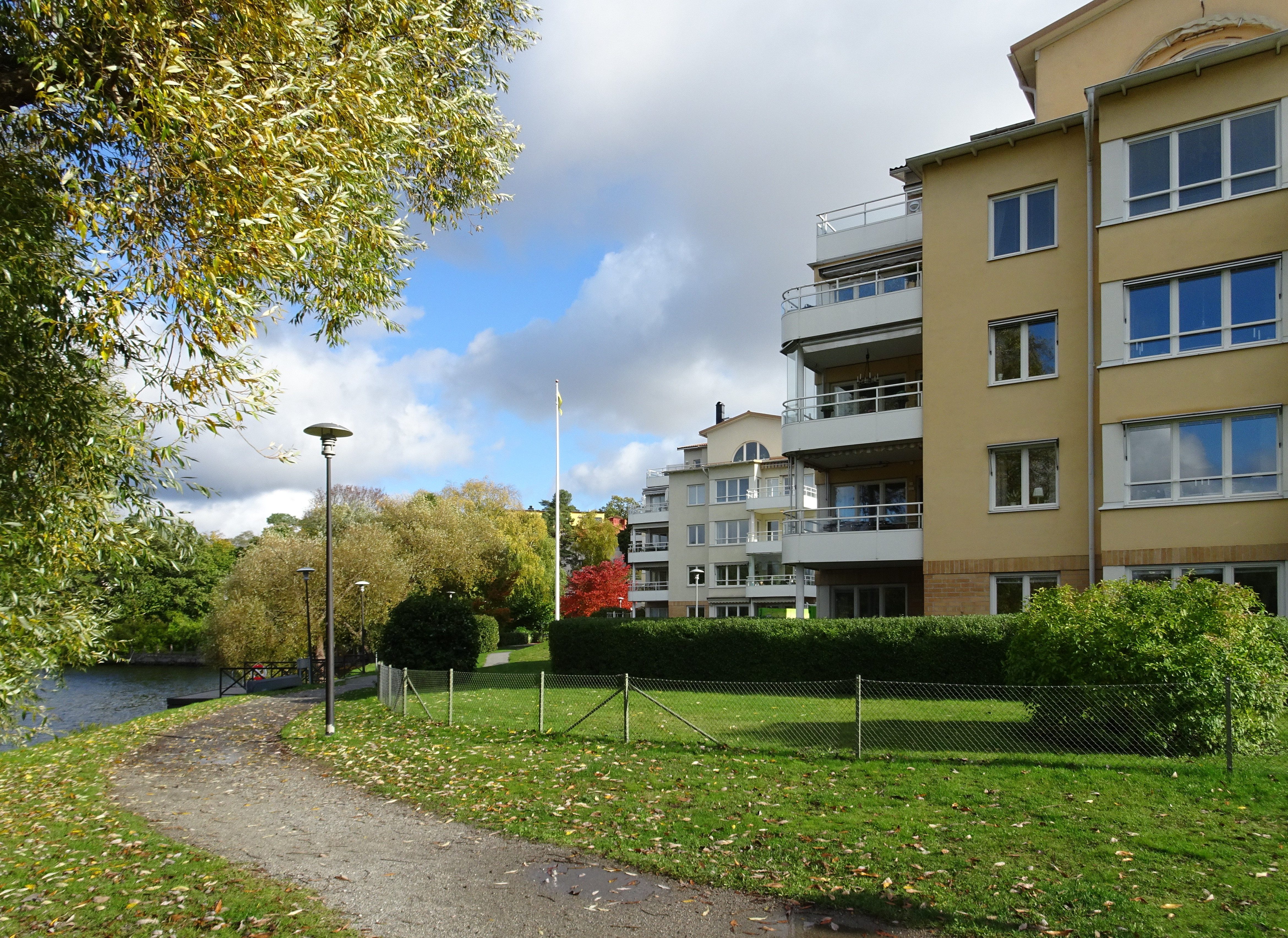
Bostadsområdet "Essingeviken" vid Oxhålssundet.